# Magnus Knudsen
Magnus Nordengen Knudsen (* 15. Juni 2001 in Oslo) ist ein norwegischer Fußballspieler.

## Karriere

### Verein
Knudsen begann seine Karriere in der Jugend des Lillestrøm SK. Zur Saison 2019 rückte er in den Profikader von Lillestrøm. Sein Debüt in der Eliteserien gab er im August 2019 gegen den FK Haugesund. Dies blieb in der Saison 2019 allerdings sein einziger Einsatz, mit Lillestrøm stieg er zudem am Saisonende aus der Eliteserien ab. In der Saison 2020 kam er daraufhin zu 20 Einsätzen in der 1. Division. Als Zweitliga-Vizemeister stieg er mit dem LSK direkt wieder in die höchste Spielklasse auf. Nach dem Wiederaufstieg wurde Knudsen zur Saison 2021 an den Zweitligisten Ullensaker/Kisa IL verliehen. Nach elf Einsätzen für Ullensaker in der 1. Division wurde er im Juli 2021 nach Lillestrøm zurückberufen. Dort kam er bis Saisonende zu 19 Einsätzen in der höchsten norwegischen Spielklasse.
Im Januar 2022 wechselte der Mittelfeldspieler nach Russland zum FK Rostow. Für Rostow kam er nur einmal in der Premjer-Liga zum Einsatz, ehe er bereits im März 2022 nach Lillestrøm zurückkehrte. Dieser Transfer war möglich geworden, nachdem in Russland tätigen ausländischen Spielern erlaubt worden war nach dem russischen Überfall auf die Ukraine ihre Vereine zu verlassen. In der Saison 2023/24 spielte er auf Leihbasis beim dänischen Erstligisten Aarhus GF.
Zur Saison 2024/25 wechselte Knudsen fest zum Bundesligisten Holstein Kiel.

### Nationalmannschaft
Knudsen bestritt zwischen 2019 und 2022 insgesamt zehn Nachwuchsländerspiele für norwegische Juniorenauswahlen. Im Februar 2019 spielte er dreimal für die U18-Auswahl. Im September 2021 kam er zweimal im norwegischen U19-Team zum Einsatz. Von Oktober 2021 bis März 2022 bestritt er schließlich fünf Spiele mit der U20-Mannschaft.